# Richard Earley
Richard Douglas Earley (Redlands, 3 de agosto de 1944) es un deportista estadounidense que compitió en saltos de plataforma. Ganó una medalla de oro en los Juegos Panamericanos de 1971, en la prueba individual.

## Palmarés internacional
| Juegos Panamericanos | Juegos Panamericanos | Juegos Panamericanos | Juegos Panamericanos |
| Año                  | Lugar                | Medalla              | Prueba               |
| -------------------- | -------------------- | -------------------- | -------------------- |
| 1971                 | Cali (Colombia)      | Medalla de oro       | Plataforma 10 m      |